# Zemětřesení v Myanmaru 2025
Dne 28. března 2025 ve 12:50 místního času došlo v Myanmaru k zemětřesení, které dosáhlo síly 7,7 Mw. Epicentrum se nacházelo nedaleko města Mandalaj.
Zemětřesení si vyžádalo více než 3 000 obětí v Myanmaru a 19 v Thajsku. Více než 3 400 osob bylo zraněno. Další stovky lidí byly pohřešovány, mimo jiné na zříceném staveništi v Bangkoku. Město je totiž vystavěno na vrstvě jilovitých a písčitých sedimentů, což zesiluje účinky zemětřesení. Generál Myanmaru Min Aung Hlaing vyzval k jakékoliv humanitární pomoci z ostatních zemí.

## Důsledky
Zemětřesení zasáhlo Myanmar, Thajsko a Čínu.

### Myanmar
Podle myanmarské státní televize zemřelo při ničivém zemětřesení více než 1 000 lidí, přes 2 300 osob utrpělo zranění a desítky lidí jsou stále pohřešovány. Podle údajů organizace Democratic Voice of Burma zemřelo nejméně 3 000 lidí. Zemětřesení zasáhlo široké území včetně měst Rangún, Mandalaj, Sagaing, Kalay, Muse, Kyaukse, Yinmabin a dalších. Poškozena byla i infrastruktura, včetně výpadků telefonních a internetových sítí. Nejvíce obětí bylo hlášeno z oblastí Bago, Mandalaj, Šan, Neipyijto a Sagaing. V odlehlých venkovských oblastech zatím přesné údaje o obětech chybějí.
V Mandalaji zemřelo podle některých údajů až 838 osob, přičemž polovina budov ve městě byla zcela zničena nebo těžce poškozena. Zřítily se části letiště, univerzitní budovy se zřítily či zachvátil požár a mnoho lidí zůstalo uvězněno pod troskami. V sousedství Sein Pan vypukl rozsáhlý požár, který téměř srovnal oblast se zemí. Zřítil se také most Dokhtawaddy přes řeku Myitnge – některá vozidla spadla do řeky, zatím bez potvrzených obětí.
Zřícení mešity zabilo více než 20 lidí, včetně dětí, a zřícení kláštera si vyžádalo životy několika mnichů. Celkově bylo v Mandalaji zničeno více než 30 mešit, z nichž některé byly staré přes sto let. Více než 100 mnichů zůstalo uvězněno pod troskami chrámu. V městských čtvrtích Maha Aungmye a Pyigyidagun se zřítily čajovny, obchody i staveniště, pod kterými zůstaly desítky lidí.
Poškozeny byly také památky jako Mandalajský palác, pagoda Mahamuni, a klášter Maha Aungmye Bonzan. Hlásí se také povodně po prasknutí přehrady a škody na dálnici Mandalaj–Rangún. V Kyaukse zemřelo 30 lidí a více než 700 bylo zraněno, v Pyawbwe si pád mešity a univerzitní budovy vyžádal další oběti. Záchranné týmy v Bone Oe nahlásily 100 mrtvých. V oblasti Madaya byly zničeny domy i pagody.
V Sagaingu si zemětřesení vyžádalo 18 mrtvých a 300 zraněných. Zřítil se most Ava a většina mešit ve městě byla zničena. Poškozeny byly i historické chrámy v opozičně drženém městě Chaung-U.
V hlavním městě Neipyijto bylo hlášeno 96 úmrtí a přes 400 zraněných. Zřítila se řídicí věž letiště, kde zahynulo šest lidí. Byly poškozeny vládní budovy, parlament, muzea i vojenské velitelství. Při kolapsu několika z nich zahynul například náměstek ministra práce a další zahraniční představitelé. V části Pyinmana bylo nalezeno 86 těl pod troskami.
V Šanském státě zemřelo v oblasti Nyaungshwe nejméně 60 lidí. Vesnice kolem jezera Inle byly silně postiženy – například ve vesnici Kayla bylo zničeno 75 % domů. Některá těla nebyla dosud vyproštěna kvůli zatopení. V Aungbanu si pád hotelu vyžádal další dvě oběti a desítky zraněných.
Během otřesů údajně vojenské letouny zahájily bombardování oblasti Nawnghkio, čímž dále zhoršily situaci v postižených vesnicích.
V oblasti Taungoo (Bago) zemřelo pět dětí při pádu školy a dalších 14 lidí při zřícení mešity. Jedna škola sloužící jako útočiště se také zhroutila. V Pyuu zahynuli čtyři členové rodiny po zřícení zdi domu.
V Rangúnu byly hlášeny jen menší škody, některé budovy se naklonily a došlo k výpadkům telefonního spojení.

### Thajsko
Zemětřesení, které zasáhlo Thajsko, si vyžádalo nejméně 18 obětí a desítky zraněných. Největší tragédie se odehrála v hlavním městě Bangkoku, kde se zřítila 33patrová rozestavěná budova patřící Státnímu kontrolnímu úřadu. V troskách zahynulo 11 dělníků, 18 bylo zraněno a 78 dalších osob zůstává nezvěstných.
Mezi oběťmi byli i zahraniční pracovníci z Myanmaru. Dalších sedm lidí zemřelo na různých místech metropole – například při pádu jeřábu nebo při evakuaci z výškových budov. Někteří lidé se zranili v nefunkčních výtazích nebo kvůli padajícím troskám.
Otřesy byly natolik silné, že je pocítili lidé ve 63 z celkových 77 thajských provincií. V 18 provinciích, zejména na severu a v okolí Bangkoku, došlo k materiálním škodám. Bangkokský guvernér uvedl, že obdrželi přes 9 500 hlášení o poškození budov, a vyzval majitele více než 11 000 budov k okamžité kontrole jejich statiky.
Kromě potvrzených obětí v Bangkoku byly hlášeny i dva náhlé případy úmrtí pravděpodobně v důsledku srdečního selhání – v provinciích Nonthaburi a Samut Prakan. Spojitost s otřesy však zatím nebyla oficiálně potvrzena.

### Čínská lidová republika

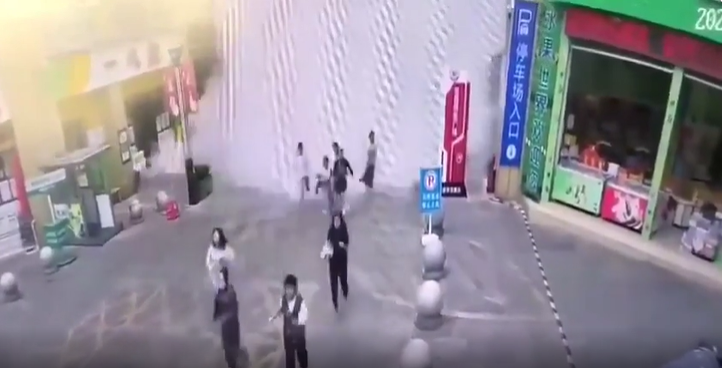
Záběr z kamery na dopad vody z vylitého bazénu v Číně.

Zemětřesení bylo silně pocítěno i v čínské provincii Jün-nan, kde byli zraněni dva lidé a 847 domů bylo poškozeno. Otřesy zasáhly i další provincie, ale podle čínského ministerstva zahraničí žádní čínští občané nezemřeli.